# Bulbophyllum comosum
Bulbophyllum comosum es una especie de orquídea epifita  originaria de  	 Asia.

## Descripción
Es una orquídea de pequeño tamaño, con hábitos epifita  con dos pseudobulbos  cilíndridos hojas caducas como de papel apicales que caen justo antes de la floración, que se produce en el invierno en una gruesa inflorescencia de 25 cm de largo, colgante para erecta, densamente compuesta de muchas flores, racemosa cilíndrica con flores colgantes, hirsutas, de fragante olor a canela.

## Distribución y hábitat
Se encuentra en la India, Tailandia, Birmania y Vietnam? a altitudes de 1.850 a 2.000 metros.

## Taxonomía
Bulbophyllum comosum fue descrita por Collett & Hemsl.   y publicado en Journal of the Linnean Society, Botany 28: 130. 1890.
Etimología
Bulbophyllum: nombre genérico que se refiere a la forma de las hojas que es bulbosa.
comosum: epíteto latino que significa "cabelludo".
Sinonimia
- Phyllorkis comosa (Collett & Hemsl.) Kuntze	[1][4][5]